# Glauconoe
Glauconoe is een geslacht van vlinders van de familie van de grasmotten (Crambidae), uit de onderfamilie van de Spilomelinae. De wetenschappelijke naam voor dit geslacht is voor het eerst gepubliceerd in 1892 door William Warren.

## Soorten
- Glauconoe deductalis (Walker, 1859)